# 1536 az irodalomban
Az 1536. év az irodalomban.

## Új művek

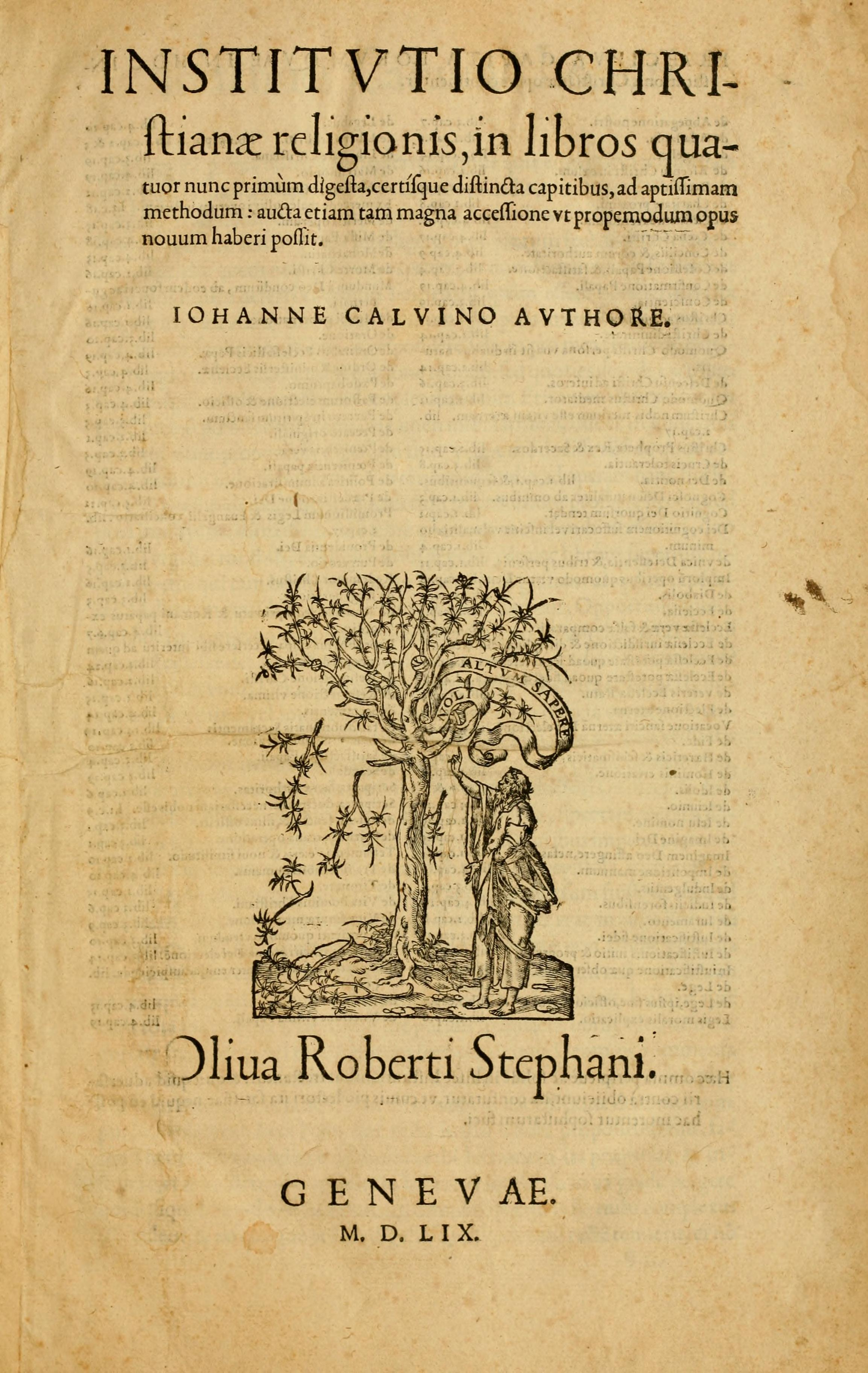
Az Institutio 1559-es kiadása

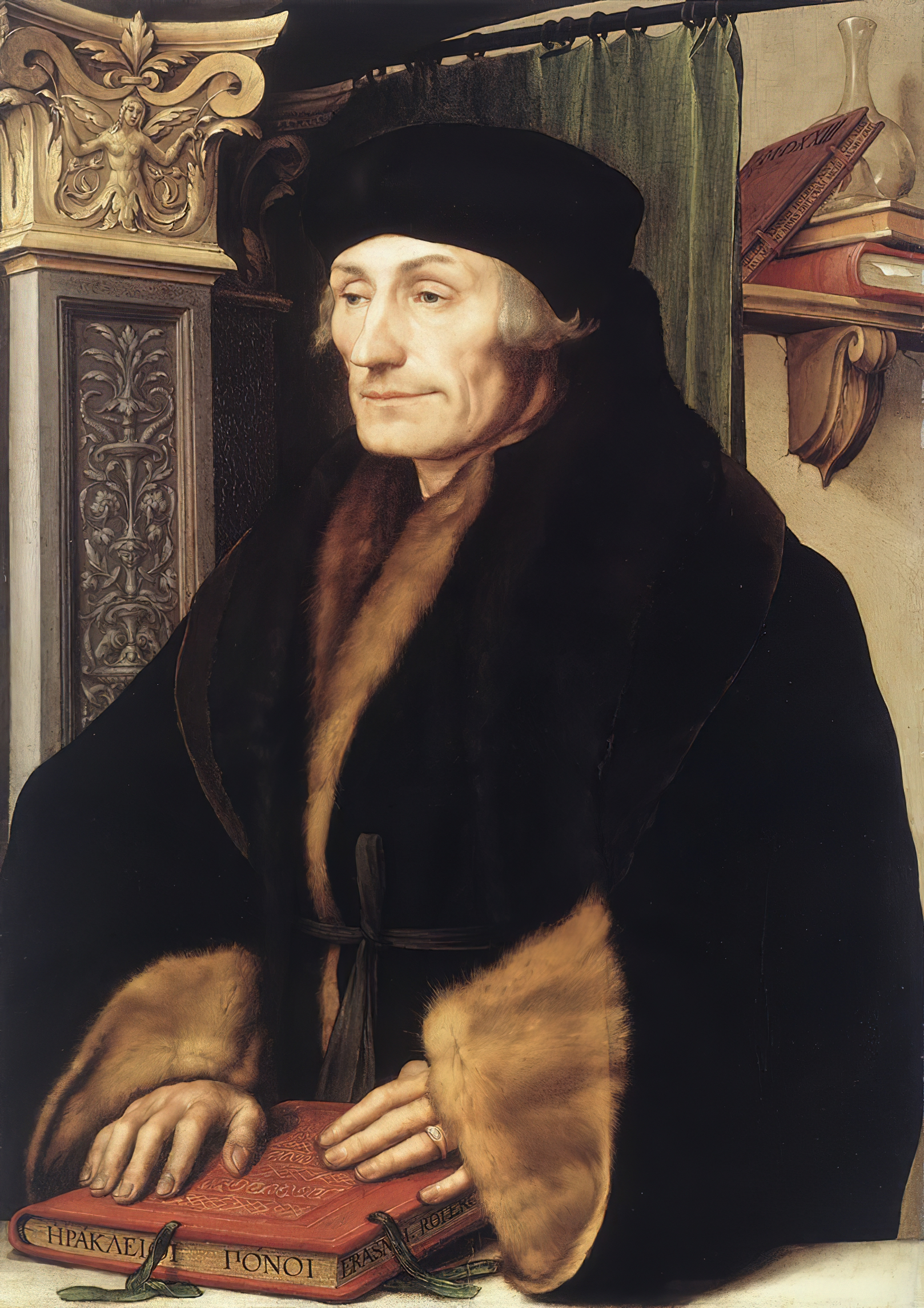
Rotterdami Erasmus

- Kálvin János nagy hatású latin nyelvű műve: Institutio Christianae religionis (A keresztény vallásról szóló tanítás), a kálvinista teológia összefoglalása.
- Pesti Gábor fordításai:
  - Wij Testamentum magijar nijelven. Új Testamentuma valójában a négy evangélium fordítása és egyben első magyar nyelvű nyomtatott kiadása.
  - Aesopi Phrygis fabulae, Esopus fabulay… (Ezopusz fabulái) című mesegyűjteménye[1]

## Születések
- 1536 – Balthasar Russow livóniai észt lutheránus prédikátor, krónikaíró[2] († 1600 körül)

## Halálozások
- július 12. – Rotterdami Erasmus kiemelkedő németalföldi humanista tudós, filozófus, teológus; többek között A balgaság dicsérete szerzője (* 1466)
- szeptember 6. – William Tyndale angol bibliafordító, az első nyomtatott angol nyelvű Újszövetség fordítója (görögből), „az angol próza egyik legnagyobb művésze”[3] (* 1491 és 1494 között,[4] vagy 1484?)
- szeptember 25. – Johannes Secundus holland humanista és új-latin költő (* 1511)
- október 14. – Garcilaso de la Vega spanyol költő (* 1501 vagy 1503)
- 1536 – Jacques Lefèvre d’Étaples francia katolikus pap, teológus, filozófus, humanista, vallási reformátor, Biblia-fordító (* 1450 körül)
- 1536. körül – Gil Vicente költő, drámaíró (* 1465 körül)